# The Scythe
The Scythe (La falce in inglese) è il quarto album in studio del gruppo musicale folk/power metal italiano Elvenking, pubblicato nel 2007 dalla AFM Records.
L'album è uscito il giorno 5 ottobre, anziché il 14 settembre, a causa di alcuni ritardi, ma nonostante ciò, ha riscontrato subito un enorme successo.
Si tratta di una nuova prova per la band italiana. Infatti, la sua caratteristica principale è di sviluppare un tema unico, quello della Morte, in ogni sfumatura e significato. Ogni canzone è introdotta da una serie di versi che ne descrivono l'argomento e danno continuità all'opera. L'ultima canzone, Dominhate, si conclude con versi simili a quelli con cui comincia la prima traccia, creando una sorta di composizione ciclica.
La copertina è stata realizzata dall'artista ungherese Gyula Havancsak, già autore della copertina del precedente album The Winter Wake.
The Scythe rappresenta sicuramente una tappa importante nella carriera della band, nonché un punto di svolta: in esso sono profondi i cambiamenti operati allo stile della band rispetto al precedente album, fatto che non sempre viene apprezzato dai fan. Rispetto ai precedenti è quello con più sfumature heavy.
Da The Scythe è stata scelta la canzone The Divided Heart per realizzare il primo video degli Elvenking.

## Tracce
1. The Scythe – 5:36
2. Lost Hill of Memories – 4:58
3. Infection – 5:24
4. Poison Tears – 4:30
5. A Riddle of Stars – 5:22
6. Romance and Wrath – 8:14
7. The Divided Heart – 4:39
8. Totentanz – 2:28
9. Death and the Suffering – 5:11
10. Dominhate – 8:57

### Tracce bonus della digipack
1. Horns Ablaze – 4:23

### Tracce bonus dell'edizione giapponese
1. The Open Breach – 4:55

## Formazione
- Damnagoras - voce
- Aydan - chitarra, voce
- Gorlan - basso
- Elyghen - violino, tastiere
- Zender - batteria

### Ospiti
- Mike Wead - chitarra su The Scythe e A Riddle of Stars
- Laura De Luca - voce su Romance and Wrath e Dominhate
- Jared Shackleford - Poetry Of Death
- Mauro Bortolani - pianoforte
- Isabella Tuni su Romance and Wrath
- Eleonora Steffan - violino
- Valentina Mosca - violino
- Elyghen - viola
- Marco Balbinot- violoncello